# Aga Zaryan
Aga Zaryan, pseudonimo di Agnieszka Czulak (Varsavia, 17 gennaio 1976), è una cantante polacca.

## Biografia
Nata nella capitale polacca e cresciuta a Manchester, Aga Zaryan ha fatto rientro in Polonia all'età di 14 anni dopo la caduta del comunismo. Si è avvicinata alla musica nell'adolescenza ascoltando le canzoni di Ella Fitzgerald e di Miles Davis, e si è diplomata in canto jazz al conservatorio.
Il suo album di debutto, My Lullaby, è uscito nel 2002 e l'ha vista esibirsi in concerto sia in madrepatria che all'estero. È però salita alla ribalta nel 2006 con la pubblicazione del secondo album, Picking Up the Pieces, che ha raggiunto la vetta della classifica polacca ed è stato certificato doppio disco di platino dalla Związek Producentów Audio-Video con oltre 20 000 copie vendute a livello nazionale.
Il suo terzo album, Umiera piękno, è uscito nel 2007 ed è il primo interamente cantato in lingua polacca. Ha fruttato alla cantante un disco d'oro e una vittoria ai premi Fryderyk del 2008, il principale riconoscimento musicale polacco. Nello stesso anno è stato pubblicato il suo album dal vivo Live at Palladium, che ha venduto più di 40 000 copie e ottenuto quattro dischi di platino, diventando il maggior successo commerciale della sua carriera, mentre due anni dopo ha ottenuto un altro doppio disco di platino grazie a Looking Walking Being. Nel 2012 è arrivato il suo secondo premio Fryderyk per Księga olśnień.
In totale Aga Zaryan ha piazzato cinque album nella top ten della classifica polacca e ha ottenuto dieci dischi di platino e tre dischi d'oro dalla ZPAV, che certificano 115 000 copie vendute su suolo polacco.

## Discografia

### Album in studio
- 2002 – My Lullaby
- 2006 – Picking Up the Pieces
- 2007 – Umiera piękno
- 2010 – Looking Walking Being
- 2011 – A Book of Luminous Things
- 2011 – Księga olśnień
- 2013 – Remembering Nina & Abbey
- 2018 – What Xmas Means to Me
- 2018 – High & Low

### Album dal vivo
- 2008 – Live at Palladium

### Singoli
- 2002 – My Lullaby
- 2007 – Throw It Away
- 2010 – For the New Year
- 2011 – This Only
- 2011 – To jedno (con Grzegorz Turnau)
- 2013 – My Baby Just Cares for Me
- 2013 – Don't Let Me Be Misunderstood